# Supercopa de España de Baloncesto 2023
La Supercopa de España de Baloncesto 2023 o Supercopa Endesa fue la 20.ª edición del torneo desde que está organizada por la ACB y la 24.ª desde su fundación. Se disputó en el Palacio de Deportes de Murcia los días 16 y 17 de septiembre de 2023.  El Real Madrid se proclamó campeón por sexta vez consecutiva y Facundo Campazzo obtuvo el galardón de MVP.

## Equipos participantes
Los equipos participantes de acuerdo a los criterios de participación establecidos por la ACB fueron:
| Equipo         | Clasificación                          | Participación |
| -------------- | -------------------------------------- | ------------- |
| FC Barcelona   | Campeón de la Liga ACB 2022-23         | 19.ª          |
| Unicaja Málaga | Campeón de la Copa del Rey 2023        | 6.ª           |
| Real Madrid    | Campeón de la Supercopa de España 2022 | 21.ª          |
| UCAM Murcia    | Anfitrión                              | 1.ª           |

## Cuadro
El sorteo de las semifinales que tuvo lugar el 22 de agosto de 2023 en el Palacio de San Esteban de Murcia determinó el siguiente cuadro:
|  | Semifinales    | Semifinales |                |             | Final | Final |  |
|  |                |             |                |             |       |       |  |
|  |                |             |                |             |       |       |  |
|  | Barcelona      | 80          |                |             |       |       |  |
|  | Barcelona      | 80          |                |             |       |       |  |
|  | Real Madrid    | 90          |                |             |       |       |  |
|  | Real Madrid    | 90          |                | Real Madrid | 88    |       |  |
|  |                |             |                | Real Madrid | 88    |       |  |
|  |                |             | Unicaja Málaga | 81          |       |       |  |
|  | UCAM Murcia    | 74          | Unicaja Málaga | 81          |       |       |  |
|  | UCAM Murcia    | 74          |                |             |       |       |  |
|  | Unicaja Málaga | 79          |                |             |       |       |  |
|  | Unicaja Málaga | 79          |                |             |       |       |  |
|  |                |             |                |             |       |       |  |

### Semifinales
| 16 de septiembre de 2023, 18:30 (CEST) | Barcelona                                                             | 80–90                    | Real Madrid                                                  | Murcia |  |
|                                        | Parciales: 25-22, 15-20, 19-25, 21-23                                 |                          |                                                              | |  |
|                                        | Estadísticas Laprovíttola 27 Abrines 4 Laprovíttola 5 Laprovíttola 32 | Reporte Pts Reb Asts Val | Estadísticas 24 Džanan Musa 11 Tavares 5 Campazzo 28 Tavares | Pabellón: Palacio de Deportes de Murcia Asistencia: 7400 espectadores Árbitros: Benjamín Jiménez Rafael Serrano Cristóbal Sánchez Televisión: Movistar+ |  |

| 16 de septiembre de 2023, 21:30 (CEST) | UCAM Murcia                                          | 74–79                    | Unicaja Málaga                                    | Murcia |  |
|                                        | Parciales: 20-20, 17-21, 19-19, 18-19                |                          |                                                   | |  |
|                                        | Estadísticas Ennis 14 Radović 8 Håkanson 5 Diagne 19 | Reporte Pts Reb Asts Val | Estadísticas 13 Đedović 6 Đedović 4 Perry 18 Ejim | Pabellón: Palacio de Deportes de Murcia Asistencia: 7400 espectadores Árbitros: Árb: Antonio Conde Vicente Bultó Alfonso Olivares Televisión: Movistar+ |  |

### Final
| 17 de septiembre de 2023, 19:00 (CEST) | Unicaja Málaga                                           | 81–88                    | Real Madrid                                                | Murcia |  |
|                                        | Parciales: 17-21, 14-23, 25-17, 25-27                    |                          |                                                            | |  |
|                                        | Estadísticas Perry 17 Tyler Kalinoski 6 Perry 4 Perry 16 | Reporte Pts Reb Asts Val | Estadísticas 19 Campazzo 11 Tavares 5 Campazzo 23 Campazzo | Pabellón: Palacio de Deportes de Murcia Asistencia: 7400 espectadores Árbitros: Antonio Conde Rafael Serrano Javier Torres Televisión: Movistar+ |  |